# Lefkada (grad)
Lefkada (grčki:  Λευκάδα - Lefkáda) je glavni grad istoimenog otoka Lefkade i prefekture Lefkada u zapadnoj Grčkoj. 
Grad je po popisu iz 2001. godine imao 6 903 stanovnika. 
Metropolska Lefkada (Općina Lefkada) prostire se na sjeveru i sjeveroistoku otoka Lefkada na površini od 60 628 km² i ima 10 875 stanovnika. Veća naselja u Metropolskoj Lefkadi pored grada Lefkada su; Lygiá (739 stanovnika), Nikiána (666 stanovnika), Apólpaina (507 stanovnika), Frýni (444 stanovnika), Kariótes (442 stanovnika) i Tsoukaládes (431 stanovnika).

## Lefkada danas
Poput većine drugih jonskih naselja i stanovnicima Lefkade turizam je danas glavna djelatnost. Tako današnja Lefkada pored brojnih hotela, restorana i pansiona ima par srednjih škola (liceja), gimnaziju, banke i crkve.